# 313e régiment d'artillerie
Pour les articles homonymes, voir 313e régiment.
Le 313e régiment d'artillerie est un régiment de l'Armée de terre française.
Le 313e régiment d'artillerie lourde existe brièvement à la fin de la Première Guerre mondiale, de mars 1918 à mai 1919. Le 313e régiment d'artillerie portée est créé en 1924 puis dissous en 1929. Il est recréé en 1939 et combat pendant la bataille de France de 1940.

## Création et différentes dénominations
- 1er mars 1918 : création du 313e régiment d'artillerie lourde par dédoublement du 113e régiment d'artillerie lourde
- 18 juillet 1918 : réorganisation, le régiment se dédouble et forme le 413e régiment d'artillerie lourde
- mai 1919 : dissolution, fusion dans le 113e régiment d'artillerie lourde
- 1er janvier 1924 : création du 313e régiment d'artillerie portée à partir du 46e régiment d'artillerie de campagne portée
- 31 décembre 1925 : dissolution
- 1er janvier 1926 : nouvelle création du 313e régiment d'artillerie portée à partir du IIIe groupe du régiment et du 166e régiment d'artillerie de position
- 5 mai 1929 : dissolution
- 7 septembre 1939 : 313e régiment d'artillerie portée
- juin 1940 : dissous

## Chefs de corps
- 1939 - 1940 : lieutenant-colonel de Langalerie[1]

## Historique des combats et garnisons

### Première Guerre mondiale

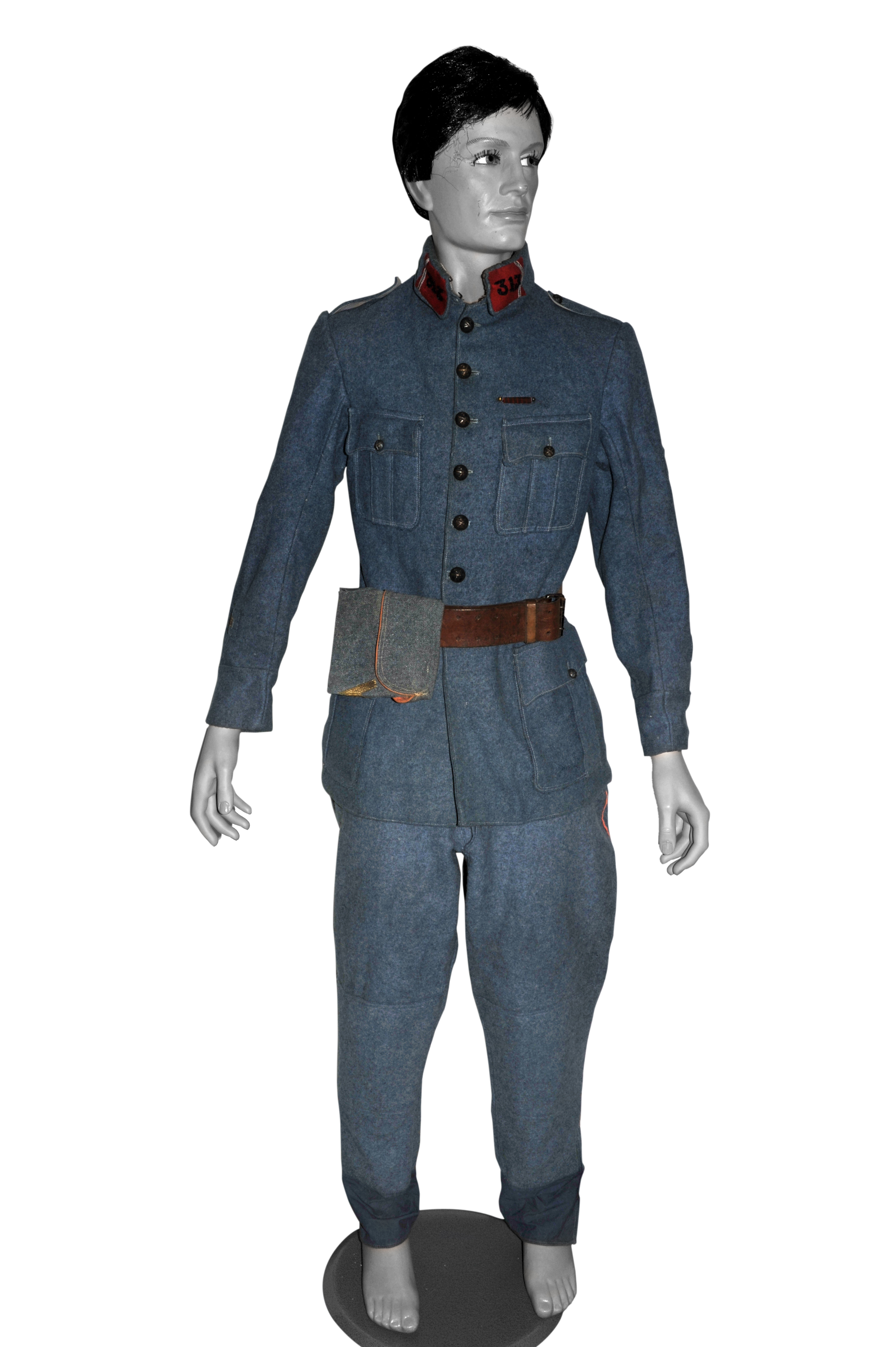
Uniforme du à la fin de la guerre.

Le 313e RAL est créé en mars 1918, dans le cadre de la réorganisation de l'artillerie lourde hippomobile. Le 18 juillet 1918, les groupes du 313e RAL équipés de canons courts passent au 413e RAL, le 313e concentrant les groupes à canons longs,,,,,.
Le régiment fusionne en mai 1919 à Clermont-Ferrand dans le 113e RAL,.

### Entre-deux-guerres

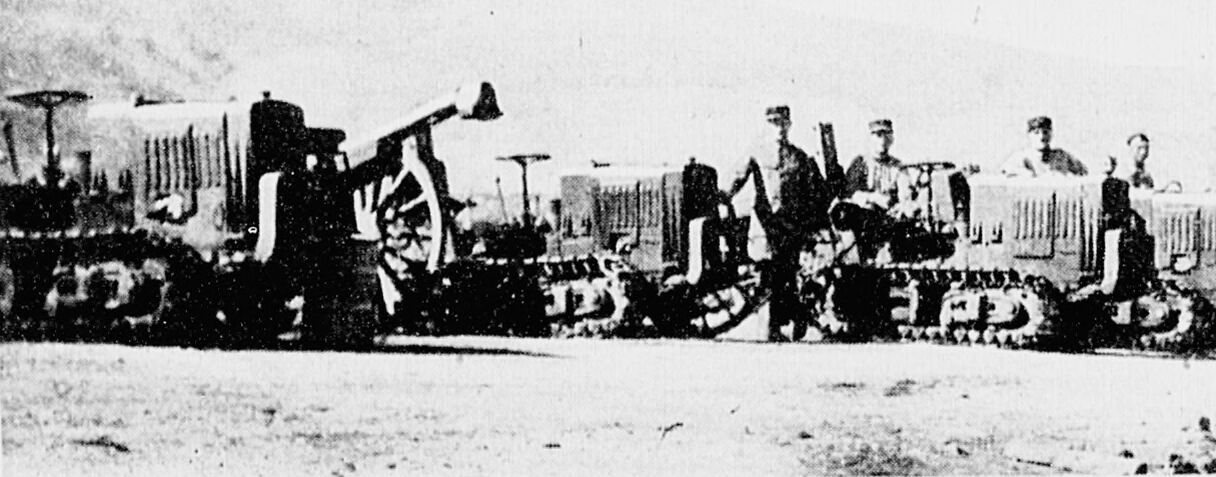
Tracteurs Ara Alpha et canons de 75 du au Maroc en 1925-1926.

Le 313e régiment d'artillerie portée est créé le 1er janvier 1924 à partir du 46e régiment d'artillerie de campagne portée. Il est rattaché à l'Armée française du Rhin et caserné à forteresse de Mayence. Il est dissous le 31 décembre 1925 mais est recréé le lendemain à Toul, à partir 166e régiment d'artillerie à pied dissous et du IIIe groupe de l'ex-313e RAP. Depuis septembre 1925, ce IIIe groupe est au Maroc, engagé dans la guerre du Rif. Il revient en octobre 1926.
Le régiment est finalement dissous le 5 mai 1929.

### Seconde Guerre mondiale
Le 313e régiment d'artillerie portée est recréé le 7 septembre 1939 par le centre mobilisateur d'artillerie no 5 (Orléans et Vendôme). Il est équipé de trois groupes de canons de 75 modèle 1897 portés.

## Traditions

### Étendard

Dessin du revers de l'étendard du.

Il porte, cousues en lettres d'or dans ses plis, les inscriptions suivantes :
- Verdun 1916-1917
- La Somme 1916
- Soissonnais 1918

Ces inscriptions sont reprises du 46e régiment d'artillerie[réf. nécessaire].

### Décorations
Le 313e RAP garde la fourragère aux couleurs de la croix de guerre 1914-1918 gagnée par le 46e régiment d'artillerie de campagne.

### Insignes
L'insigne du 313e RAP dans les années 1920 est une tête de guerrier gaulois. Le 313e RAP recréé en 1939 porte un nouvel insigne, un écureuil portant un obus, dans une roue dentée et deux canons croisés.